# Joe, c'est aussi l'Amérique
Pour les articles homonymes, voir Joe.
Pour plus de détails, voir Fiche technique et Distribution.
Joe, c'est aussi l'Amérique (Joe) est un film américain réalisé par John G. Avildsen, sorti en 1970.
Le film est nommé à l'Oscar du meilleur scénario original en 1971. Il est par ailleurs un succès au box-office.

## Synopsis
Bill Compton occupe un poste haut placé d'une agence de publicité. Il vit dans les beaux quartiers de l'Upper East Side à New York, avec sa femme Joan et leur fille Melissa. Cette dernière a pour petit ami un toxicomane et dealer. Un jour, Bill se rend à son appartement et tue accidentellement le petit-ami de Melissa. Il rencontre peu après un certain Joe Curran.

## Fiche technique
Sauf indication contraire, les informations mentionnées dans cette section peuvent être confirmées par la base de données cinématographiques IMDb,  présente dans la section « Liens externes ».
- Titre original : Joe
- Titre francophone : Joe, c'est aussi l'Amérique
- Réalisation : John G. Avildsen
- Scénario : Norman Wexler
- Photographie : John G. Avildsen
- Montage : George T. Norris
- Costumes : Andrew Kay
- Musique : Bobby Scott
- Producteur : David Gil

Producteurs délégués : Christopher C. Dewey, Dennis Friedland et Joel Morris
Producteur associé : George Manasse
- Sociétés de production : Cannon Group et The D.C. Company
- Distribution : Cannon (États-Unis), Planfilm (France)
- Pays de production :  États-Unis
- Langue : Anglais
- Format : Couleurs - Mono - 35 mm - 1.85:1
- Genre : Drame
- Durée : 107 min
- Budget : 2 000 000 dollars[1]
- Dates de sortie :
  - États-Unis : 15 juillet 1970
  - France : 9 juin 1971

## Distribution
- Peter Boyle (VF : Jacques Dynam) : Joe Curran
- Dennis Patrick (VF : Marc Cassot) : Bill Compton
- Audrey Caire (VF : Paule Emanuele) : Joan Compton
- K Callan (VF : Lisette Lemaire) : Mary Lou Curran
- Susan Sarandon (VF : Brigitte Morisan) : Melissa Compton
- Patrick McDermott (VF : Michel Bedetti) : Frank Russo
- Patti Caton : Nancy
- Gary Weber (VF : Bernard Tiphaine) : George
- Claude Robert Simon : Bob
- Francine Middleton (VF : Sylvie Feit) : Gail
- Max Couper (VF : Jeanine Forney) : Ronnie
- Gloria Hoye (VF : Claire Guibert) : Janine
- Bob O'Connell (VF : Georges Aubert) : Miller, le boutiquier
- Morty Schlass (VF : Albert Augier) : le serveur du bar hippie
- Al Sentesy (VF : Albert Médina) : le patron de la boutique hippie
- Frank Moon (VF : Philippe Mareuil) : Gil Richards
- Reid Cruckshanks (VF : Paul Mercey) : le patron du bar préféré de Joe

### Anecdotes
- John G. Avildsen a insisté pour avoir Peter Boyle dans le rôle de Joe Curran. Le studio le trouvait trop jeune et préférait Lawrence Tierney[2].
- Ce film marque les débuts à l'écran de Susan Sarandon[2].

### Tournage
Le tournage a lieu à New York. Les scènes à la fonderie où travaille Joe ont été tournés chez Avildsen Metals, une entreprise appartenant à la famille du réalisateur.

## Accueil
Sur l'agrégateur américain Rotten Tomatoes, il récolte 82% d'opinions favorables pour 11 critiques et une note moyenne de 6,59⁄10.
Produit pour environ 2 millions de dollars, le film en rapporte 19 319 254 $ rien qu'aux Etats-Unis. En France, le film attire 161 376 spectateurs en salles.

## Projet de suite
L'acteur Peter Boyle a écrit un scénario pour une suite potentielle avec le retour de son personnage de Joe Curran. Dans les années 1980, la Cannon annoncera le film, mais le projet ne se concrétisera finalement pas.